# Sentier de la Côte-Ouest
Le Sentier de la Côte-Ouest ou SCO (en anglais : West Coast Trail abrégé en WCT) est un sentier de randonnée parcourant 75 km de la côte sud-ouest de l'île de Vancouver en Colombie-Britannique (Canada). Il fut construit en 1907 pour faciliter le sauvetage et l'évacuation des naufragés le long de cette côte faisant partie du cimetière du Pacifique. Il fait désormais partie de la réserve de parc national Pacific Rim et est souvent considéré comme l'un des meilleurs sentiers de randonnée du monde[réf. nécessaire].
Le sentier de la Côte-Ouest est ouvert du 1er mai au 30 septembre. Il est également accessible en dehors de cette période mais Parcs Canada ne garantit pas la disponibilité de ses services (comme la recherche et sauvetage).

## Description
Le sentier relie Bamfield, près de Barkley Sound à Port Renfrew sur la baie de Port San Juan. Les deux extrémités sont les uniques points d'entrée possible : la baie de Pachena au nord, et la rivière Gordon au sud. Il est en revanche possible de quitter le sentier en cours de route, au lac Nitinat.
Le sentier a été sérieusement endommagé lors de tempêtes survenues en décembre 2007. Les réparations ont retardé l'ouverture du sentier au public et ont nécessité 500 000 dollars.
Excepté pour les coureurs de fond,, le sentier de la Côte-Ouest nécessite de 5 à 7 jours de randonnée. Il est donc nécessaire d'y passer plusieurs nuits. Un permis de camper est indispensable à toute personne souhaitant passer au moins une nuit sur le sentier. Ces frais permettent d'entretenir le sentier (ponts, échelles, bacs à câbles) et de financer les secours et patrouilles. Une séance d'orientation donnée par les rangers de Parc Canada est obligatoire pour camper sur le sentier de la Côte-Ouest : le permis de camping est délivré lors de cette séance.

### Difficultés
Sa longueur et les conditions environnementales en font un sentier particulièrement difficile. Certains passages ne peuvent être franchis qu'à l'aide de ponts, échelles et bacs à câble. Ces installations sont parfois endommagées par les intempéries ou rendues très glissantes. Parc Canada rapporte que chaque saison 200 randonneurs subissent des blessures légères et 70 à 100 sont évacués à la suite de blessures graves.

### Galerie

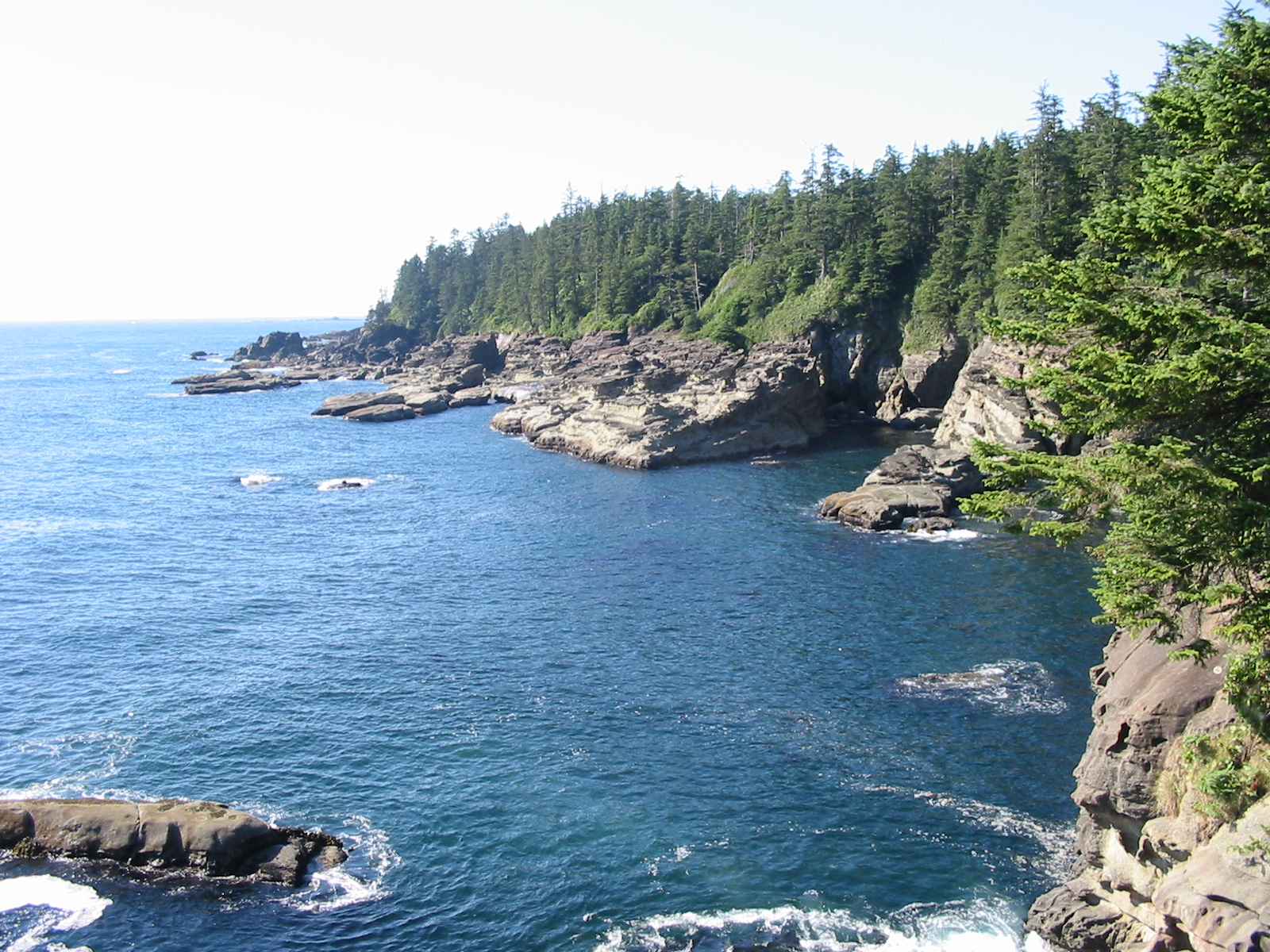
Vue de la côte Pacifique depuis le sentier
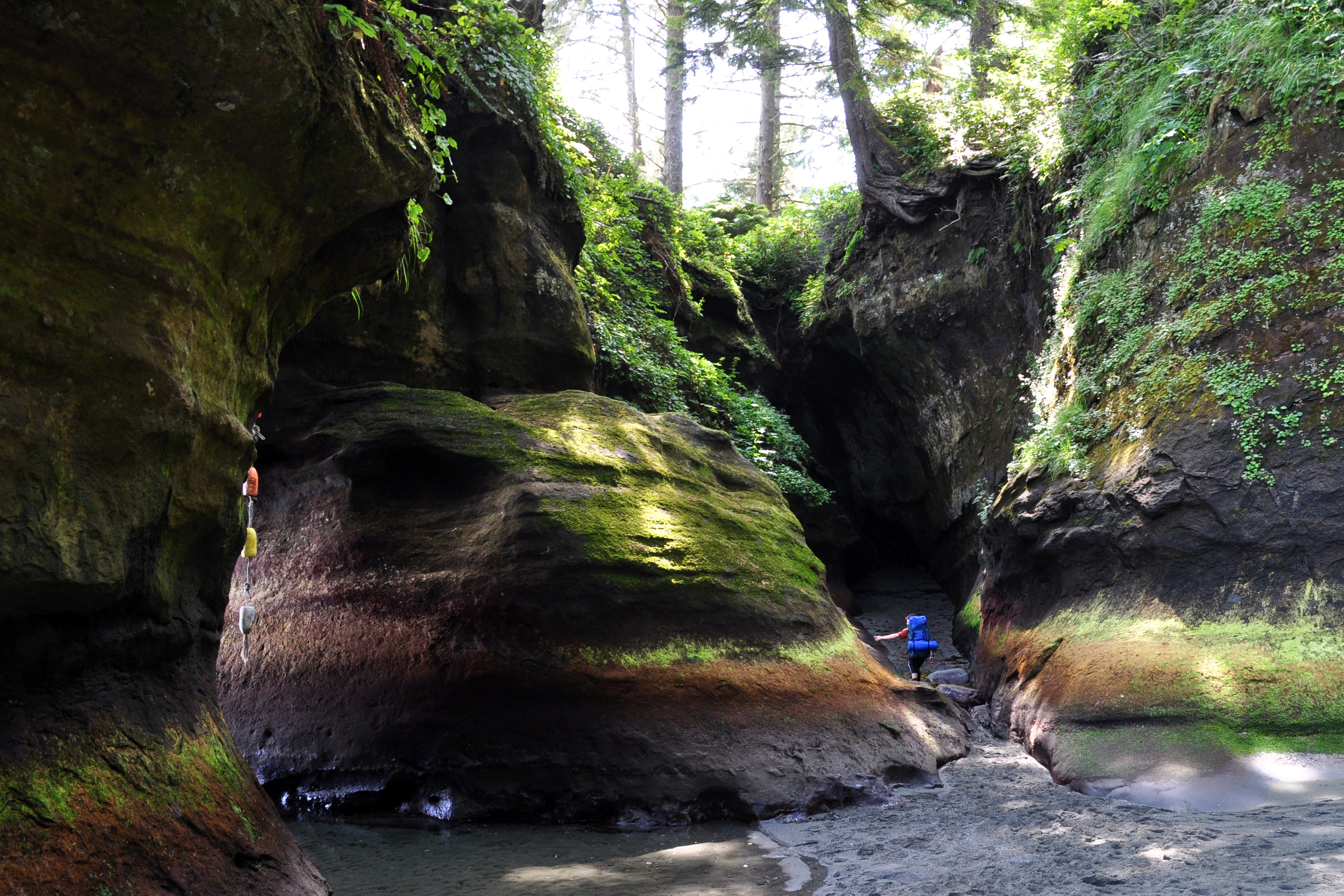
Owen Point
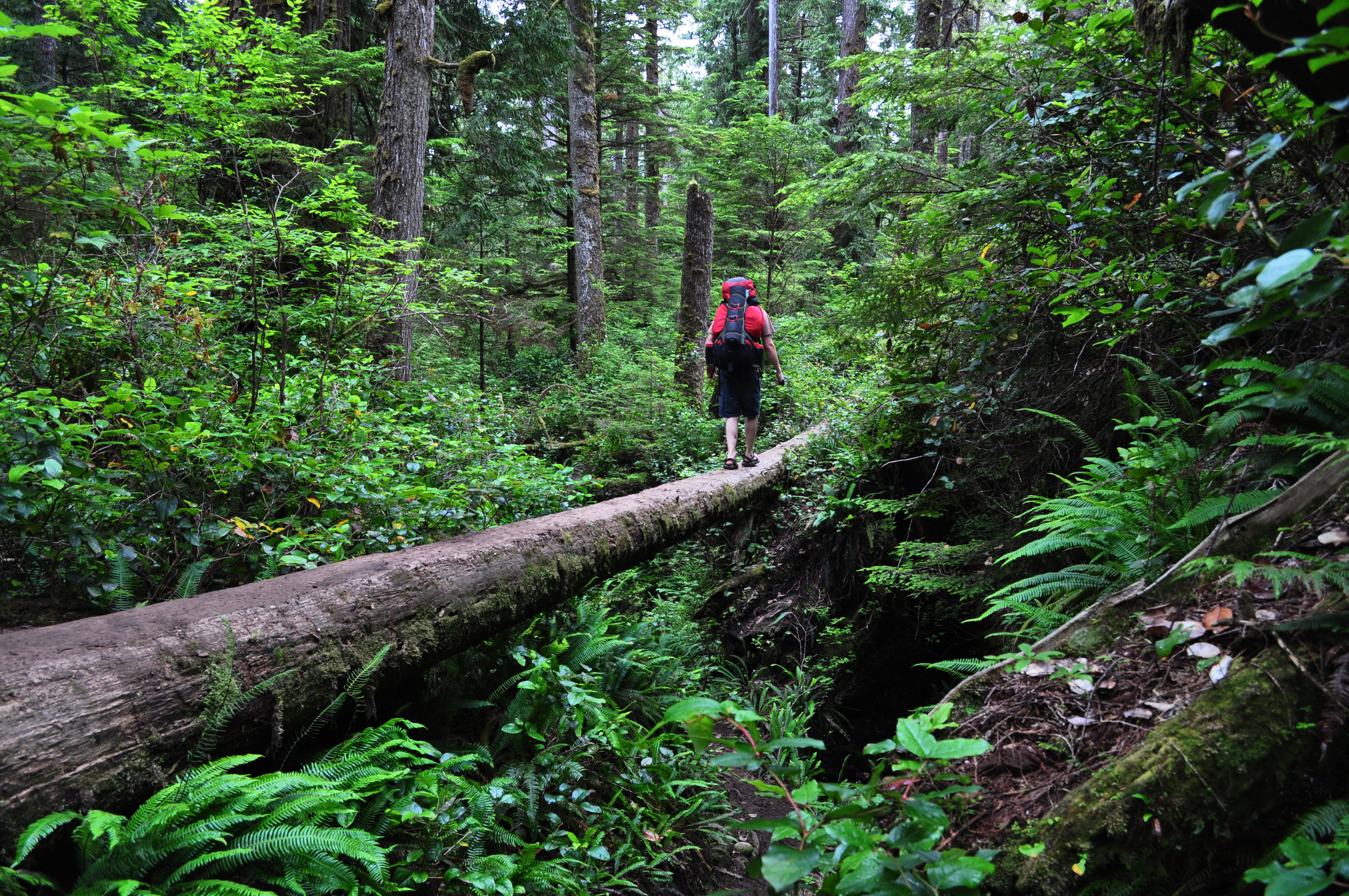
Section glissante
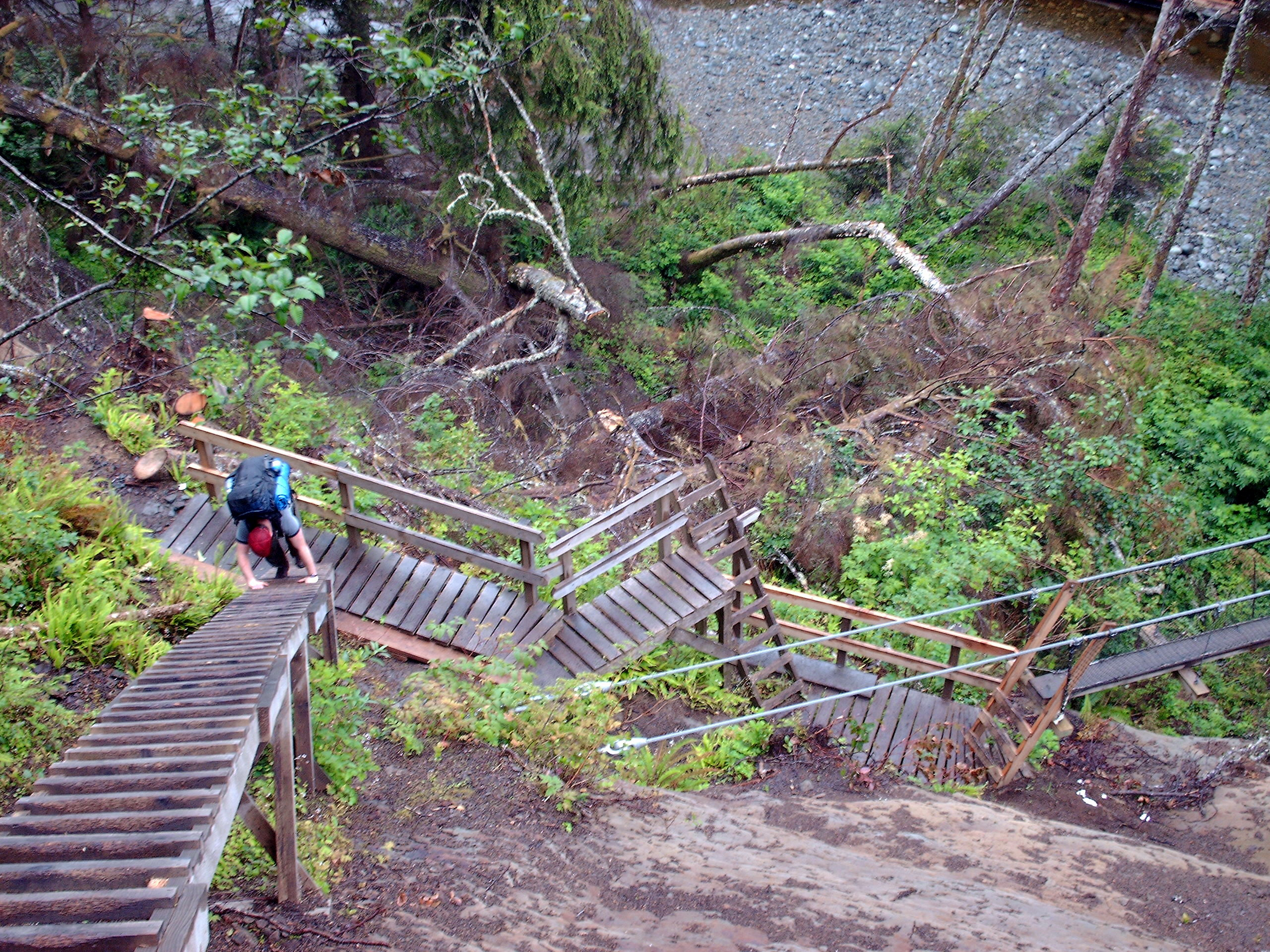
Section d'échelles